# Till Flechtner

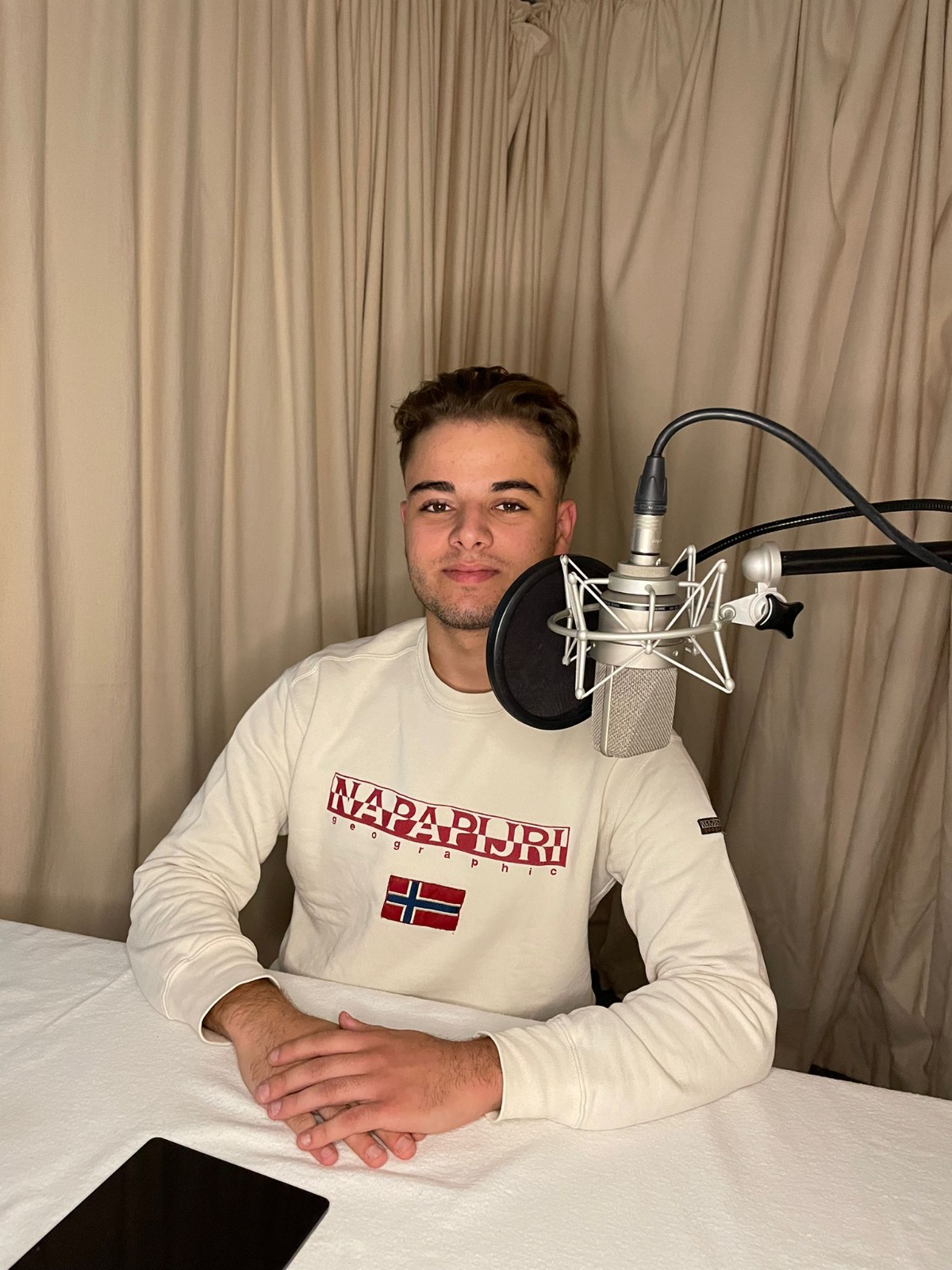
Till Flechtner (2021)

Till Flechtner (* 22. März 2002 in Berlin) ist ein deutscher Synchronsprecher.

## Leben
Till Flechtner wuchs in Berlin auf und war bereits mit 9 Jahren das erste Mal im Synchronstudio. Seitdem sprach er mehrere kleinere und größere Rollen; unter anderem lieh er Mekai Curtis seine Stimme in der Hauptrolle „Fish“ in Kirby Buckets.
Flechtners Onkel ist der Schauspieler und Synchronsprecher Peter Flechtner. Seine Schwester Derya Akyol ist ebenfalls als Synchronsprecherin und Schauspielerin tätig.

## Filmografie (Auswahl)
- 2012: Weihnachten mit Holly (Fernsehfilm)
- 2013–2016: Sanjay & Craig (Zeichentrickserie)
- 2014–2017: Kirby Buckets (Sitcom)
- 2015: Salem (Fernsehserie)
- 2017–2019: The Gifted (Fernsehserie)
- 2018: Captain Tsubasa (Anime-Serie)
- 2019–2022: Krieg der Welten (Fernsehserie)
- 2020: They Were Ten (Fernsehserie)
- 2020: Die Meute (Fernsehserie)
- 2021: Mixed-ish (Comedy-Serie)
- 2021: American Horror Stories (Fernsehserie)
- 2022: All of Us Are Dead (Zombie-Serie)